# Пан Яків Соломонович
Я́ків Соломо́нович Пан (літературний псевдонім — І. Нечаєв; 18 (31) жовтня 1906, Бердичів, Київська губернія, Російська імперія — 19 листопада 1941, Калінінська область) — російський радянський прозаїк, письменник-фантаст, журналіст, популяризатор науки.

## Життєпис
Народився в Бердичеві 1906 року в сім'ї бідного службовця. Крім Якова, в сім'ї було 18 дітей, з яких вижили десять. Рано осиротів, виховувався у дитячому будинку, навчався в комерційному училищі. У школі виявив талант до наук, але не мав можливості його реалізувати в провінційному місті. Завдяки допомозі наркома освіти А. В. Луначарського, наприкінці 1921 року зміг перебратися до Москви, де його прийняли в «Будинок юнацтва» Наркомпросу.
1922 року екстерном закінчив курс робфаку і залишився на ньому ж викладачем. Вступив на хімічний факультет МВТУ імені Баумана, після закінчення якого став співробітником Хімічного інституту ім. Карпова. Почав публікуватися в періодичних виданнях: «Знання — сила», «Техніка», «Техніка — молоді».
Незабаром журналістика стає його основним заняттям. Разом з М. А. Лапідусом випускав газету «За індустріалізацію», а коли цей проєкт закрили, перейшов на роботу в редакцію журналу «Знання — сила», де пізніше став науковим редактором.
1928 року з'явився один із перших фантастичних творів Якова Пана, що збереглися, — оповідання «Мортоніт». Його він опублікував у журналі «Світ пригод» під власним ім'ям, але незабаром узяв псевдонім І. Нечаєв. Під ним виходили агітаційні брошури та науково-популярні нариси, останні лягли в основу першої книги Пана — «Оповідання про елементи». 1936 року вона виграла конкурс науково-технічної літератури, організований ЦК ВЛКСМ, і в 1940 вийшла у видавництві «Детиздат».
Німецько-радянську війну зустрів одруженим із дворічним сином на руках. Він не підлягав призову за станом здоров'я, але рвався на фронт і записався в ополчення. Восени 1941 року в званні лейтенанта командував ротою в боях біля озера Селігер у Калінінській області. Звідси надійшли останні листи, подальші сліди його загубились. За непідтвердженими відомостями, він загинув 19 листопада 1941 року.
Вже після загибелі письменника побачили світ багато його творів, раніше не виданих. У журналах надруковано кілька науково-популярних нарисів, фантастичне оповідання «Білий карлик», багаторазово перевидано «Оповідання про елементи», зокрема за кордоном, 1957 року опубліковано розділи з незакінченої фантастичної повісті «Кухня майбутнього». Оповідання «Білий карлик» увійшло до збірки 1962 року «Капітан зорельота».

## Сім'я
- Дружина — Рівка (Раїса) Калманівна Пан (уроджена Коган).
  - Син — Віктор Якович Пан[en], американський математик і інформатик, почесний професор Леман Коледжу[en][7].

## Твори
- Пан Я. Мортонит. — Мир приключений. — 1928. — № 3.
- Нечаев И. Очищайте отработавшие смазочные масла. — М.-Л. : ОГИЗ, 1931. — 24 с. — (Серия агитационно-технической литературы «Книжка – ударнику»).
- Нечаев И. Спасай металл от ржавчины! Борьба с коррозией металлов. — М.-Л. : ОГИЗ, 1931. — 40 с. — (Серия агитационно-технической литературы «Книжка – ударнику»).
- Пан Я. Титаномагнетиты. Новая победа советской науки. — М.-Л. : ОГИЗ, 1931. — 32 с. — (Серия агитационно-технической литературы «Книжка – ударнику»).
- Пан Я. Первый рейс через океан : [О Христофоре Колумбе и его путешествии] // Техника — молодежи. — 1934. — № 11. — С. 39—44.
- Пан Я. У порога новой энергетической эры : [О новых источниках энергии] // Техника — молодежи. — 1935. — № 4. — С. 43—47.
- Нечаев И. Газификация угля : [Новые методы в производстве] // Техника — молодежи. — 1935. — № 11. — С. 57—60.
- Пан Я. Как лягушка совершила переворот в науке : [Открытие гальванического тока] // Техника — молодежи. — 1936. — № 6. — С. 29—32.
- Пан Я. Огненный воздух : [Открытие кислорода] // Техника — молодежи. — 1936. — № 7. — С. 35—39.
- Пан Я. Искатель новых элементов : [Открытие натрия и калия] // Техника — молодежи. — 1936. — № 8. — С. 32—35.
- Пан Я. Разгадка цветных шифров : [История спектрального анализа] // Техника — молодежи. — 1936. — № 9. — С. 42—46.
- Нечаев И. Три открытия. — Знание — сила. — 1938. — № 6.
- Нечаев И. Рассказы об элементах : Для ст. возраста / И. Нечаев. — Москва, Ленинград : Детиздат, 1940. — 144 с.
- Нечаев И. Одна тысячная грамма : [Об открытии аргона] // Знание — сила. — 1940. — № 5. — С. 21—25.
- Нечаев И. Высокоскоростная газификация : [История отопления газом] // Техника — молодежи. — 1940. — № 7—8. — С. 67—69.
- Нечаев И. Запах молнии : [Статья] // Пионер. — 1941. — № 2. — С. 45—51.
- Нечаев И. Химическое оружие. — М.-Л. : Детгиз, 1942. — 112 с. — (Военная библиотека школьника).
- Нечаев И. Белый карлик. — Техника — молодежи. — 1943. — № 6.
- Нечаев И., Яковлев А. А. Закон Менделеева / Под общ. ред. акад. А. Е. Ферсмана. Составители Л. В. Жигарев, акад. А. Е. Ферсман, проф. А. А. Яковлев // Рассказы о науке и её творцах: Хрестоматия для всех. — М.—Л. : Детгиз, 1946. — 328 с.
- Нечаев И. Октановое число / Под общ. ред. акад. А. Е. Ферсмана. Составители Л. В. Жигарев, акад. А. Е. Ферсман, проф. А. А. Яковлев. — Рассказы о науке и её творцах: Хрестоматия для всех. — М.—Л. : Детгиз, 1946. — 328 с.
- Нечаев И. Открытие радиоактивности / Под общ. ред. акад. А. Е. Ферсмана. Составители Л. В. Жигарев, акад. А. Е. Ферсман, проф. А. А. Яковлев // Рассказы о науке и её творцах: Хрестоматия для всех. — М.—Л. : Детгиз, 1946. — 328 с.
- Пан Я. Кухня будущего : [Отрывок из неоконченной повести] // Знание — сила. — 1957. — № 11.
- Рассказы об элементах. Тбилиси: Тбилисский государственный университет, 2013.
- I. Nechaev. The Chemical Elements: The Exciting Story of Their Discovery and of the Great Scientists Who Found Them. Translated by Gerald W. Jenkins. New York: Coward-McCann, 1942—223 pp.; London: Lindsay Drummond, 1944 and 1946; Norfolk: Tarquin, 1997 and 2003. — 144 pp.
- Elementos quimicos la fascinante historia de su descubrimiento y la de los famosos hombres. Sudamericana, 1944. — 215 pp.
- Storia degli elementi chimici. Universale Economica, 1950. 165 pp.
- Le roman des éléments. Paris: Belin, 2005. — 192 pp.
- 化学的秘密. 2013. — 238 pp.